# Europäische Metall-Union
Die Europäische Metall-Union (EMU) ist der europäische Dachverband der nationalen Interessen- und KMU-Verbände des Metallhandwerks. Die EMU ist ihrerseits Mitglied der UEAPME (Europäische Union des Handwerks und der Klein- und Mittelbetriebe). Hauptzweck des Zusammenschlusses ist Repräsentation und Interessenvertretung der Mitglieder auf europäischer Ebene.

## Geschichte
Im Ursprung wurde der Verband 1954 in Zürich als Internationale Metall-Union (IMU) (französisch : Union Internationale du Métal) gegründet. Zu den frühen Mitgliedern gehörten 1975 der belgische, der deutsche, der französische, der luxemburgische, der niederländische, der österreichische, der schwedische und der Schweizer Interessenverband, die damals zusammen 70.000 Unternehmen und 400.000 Angestellte vertraten. Bis zur Namensänderung hatte die IMU ihren Sitz in Zürich.
Den heutigen Namen trägt die Organisation seit 1993, nachdem die Europäische Gemeinschaft entstand. Der Hauptsitz wechselte nach Nieuwegein. Mitgliedsverbände auf nationaler Ebene waren 1996 laut Verzeichnis der Interessenverbände der Europäischen Kommission Navemetaal (Belgien), der Bundesverband Metall (Deutschland), die FECM (Luxemburg), die Koninklijke Metaalunie (Niederlande), die Bundesinnung der Schlosser, Landmaschinentechniker und Schmiede (Österreich) und die Schweizerische Metall-Union (SMU).
In einem Vortrag der EMU vom November 2013 ist die zwischenzeitliche Vertretung der österreichischen Interessen durch die Wirtschaftskammer Österreich genannt, die 2013 Gastgeber der EMU-Delegiertenversammlung war. Die Schweizer Interessen waren zu diesem Zeitpunkt bereits durch zwei Verbände vertreten; zur Schweizerischen Metall-Union kam die Swissmechanic hinzu. Belgien war zu diesem Zeitpunkt bereits durch die VLAMEF vertreten, Dänemark durch die DS Håndværk & Industri und Ungarn durch die IPOSZ-OFI. Weitere nationale Interessenverbände in der EMU hatte zu diesem Zeitpunkt noch Deutschland und die Niederlande. Die EMU repräsentierte 2013 70.000 Unternehmen, 800.000 Angestellte und 70.000 Auszubildende. Bei den regelmäßig abgehaltenen Kongressen ist auch Italien mit einer Delegation vertreten.

## Mitglieder
Liste der Länder und mitwirkende Vertretungen – Laut Website der EMU, Stand März 2017:
- Belgien – VLAMEF : Vlaamse Metaalfederatie voor de KMO – Flanderns Metallverband für Kleine und Mittlere Unternehmen
- Dänemark – Arbejdsgiverne
- Deutschland – Bundesverband Metall
- Niederlande – Koninklijke Metaalunie
- Österreich – Bundesinnung der Schlosser, Landmaschinentechniker und Schmiede; in der Wirtschaftskammer (WKO)
- Schweiz –
  - AM Suisse (vormals Schweizerische Metall-Union), ist der Dachverband für die Fachverbände Agrotec Suisse und Metaltec Suisse[12]
  - Swissmechanic
- Ungarn – Országos Fémipari Ipartestület (OFI)

## Projekte
Laut Website der EMU laufen folgende Projekte in folgenden Bereichen:
- Berufsbildung
- Sozialer Dialog
- Technik und Normung

## Präsidenten (unvollständig)
| Zeitraum  | Präsident               | Land        |
| --------- | ----------------------- | ----------- |
| seit 2009 | Erwin Kostyra           | Deutschland |
| 2006–2009 | Klaus Dann              | Deutschland |
| 200?–2006 | Piet Tolsma             | Niederlande |
| 199?–200? | Willemien van Gardingen | Niederlande |
| …         |                         |             |
| 1975–19?  | Rolf Hasenclever        | Deutschland |
| 1966–1975 | Gunnar Linde            | Schweden    |
| 1954–1966 | Robert Schaffner        | Luxemburg   |